# Guy Jarnoüen de Villartay
Guy Jarnoüen de Villartay , né le 11 mars 1881 et mort le 20 décembre 1907. est un poète français.

## Biographie
Guy Jarnoüen de Villartay est né dans une famille d'ancienne bourgeoisie originaire de Bretagne, issue de Robert Jarnoüen, sieur de Villartay (1623-1669), avocat au Parlement, bourgeois de Châteaubourg (Ille-et-Vilaine).
- Robert Jarnoüen  de Villartay, était en 1623, notaire et procureur à Vitré.
- Robert Jarnoüen de Villartay (1687-1744), était docteur en médecine à Vitré.
- Jean Alexis Jarnoüen de Villartaye (1706-1769), était chirurgien à Vitré.
- Victor Jarnoüen de Villartay (1854-1920) était avoué à Dinan.

Guy Jarnoüen de Villartay  est le fils de Victor Jarnoüen de Villartay et de Pauline de Saint-Quentin. Il est atteint d'une grave maladie et doit demeurer dans  le Manoir familial de la Vallée au Petit-Paramé (Ille-et-Vilaine), où il  réalise  l'œuvre lyrique qui est saluée par son historiographe Léon Bocquet, notamment pour son recueil Les Mains Éteintes et pour ses écrits dans la revue L'Hermine de Louis Tiercelin. Il meurt à l'âge de 26 ans, le 20 décembre 1907, entouré par les siens.

## Ouvrages
- L'Ame d'un lys, poèmes, 1904[3]
- Les Mains éteintes, poèmes (1903-1905), Prélude par Louis Tiercelin